# يون تشي يونغ
يون تشي يونغ (بالكورية: 윤치영)‏ (و. 1898 – 1996 م) هو سياسي، ودبلوماسي من كوريا الجنوبية ولد في سول.

## التعليم
تعلم في جامعة واسيدا.